# Поддорье

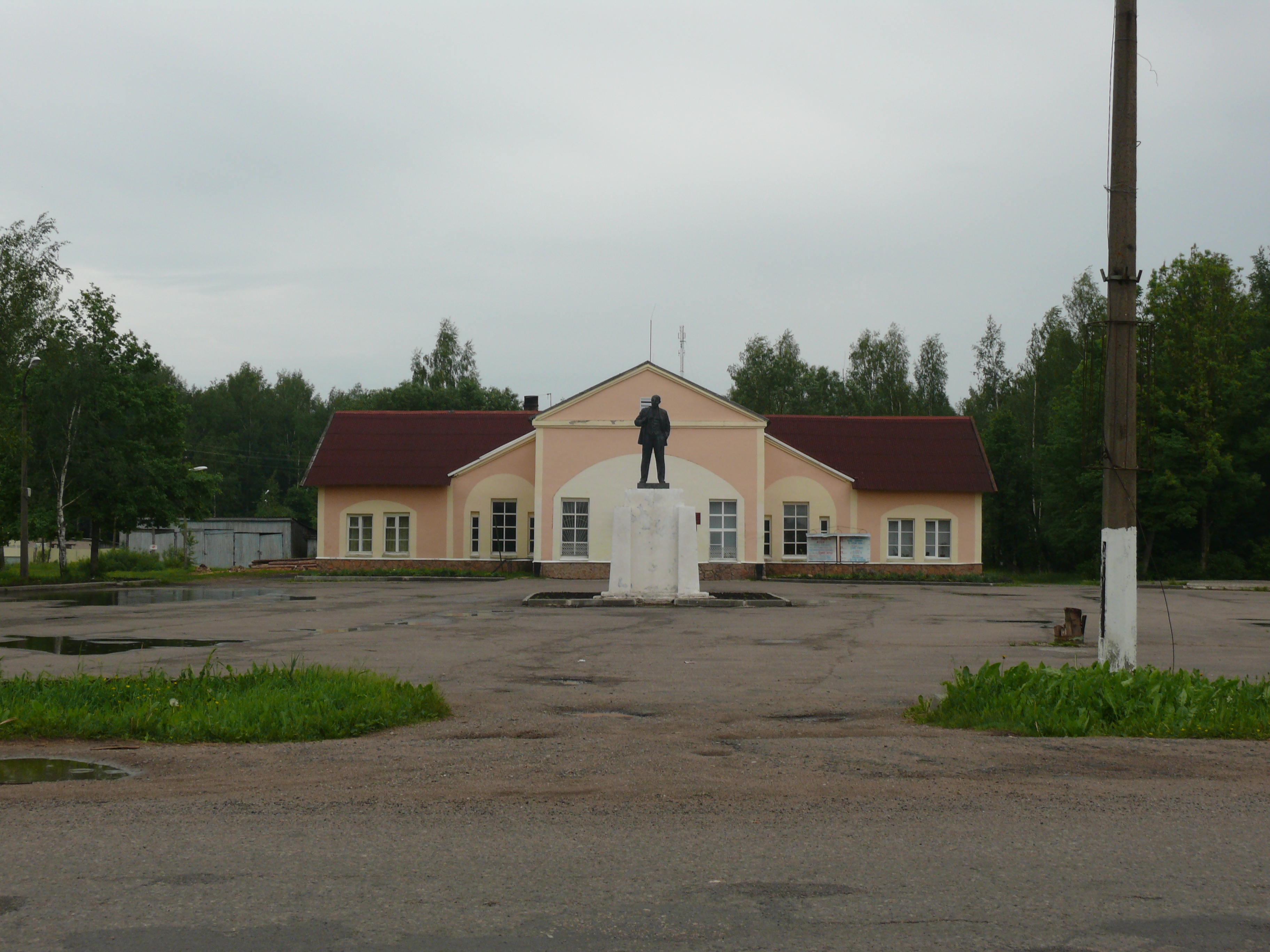
Поддорский районный дом культуры

По́ддорье — село в Новгородской области, административный центр Поддорского муниципального района и Поддорского сельского поселения.

## География
Расположено на юге области на реке Редья (бассейн озера Ильмень), в 162 км к югу от Великого Новгорода и в 64 км от Старой Руссы.

## История

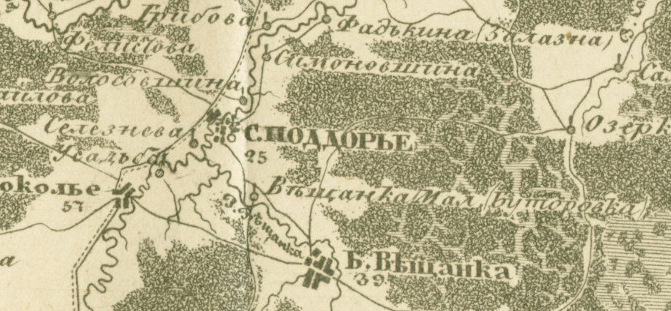
Село Поддорье на карте 1847 года

Впервые упоминается в XVI веке как деревня Подгорье. С XIX века — село Поддорье.
Поддорье очень сильно пострадало во время боёв в Великую Отечественную войну.

## Население
| 1959 | 1970  | 1979  | 1989  | 2002  | 2010  |
| ---- | ----- | ----- | ----- | ----- | ----- |
| 1163 | ↗1468 | ↗2328 | ↘2122 | ↘1957 | ↘1860 |

## Экономика
Лесхоз, филиал государственного предприятия «Новгородский лес», маслодельный завод и другие предприятия. В окрестностях села добывается торф.

## Транспорт
Находится на шоссе Р51 (Шимск — Старая Русса — Холм — Локня — Великие Луки — Невель).

## Культура
- Клуб-музей села Поддорье

## Достопримечательности
В селе находится действующий храм Троицы Живоначальной.